# 209255 Myotragus
209255 Myotragus è un asteroide della fascia principale. Scoperto nel 2003, presenta un'orbita caratterizzata da un semiasse maggiore pari a 2,602090 UA e da un'eccentricità di 0,097405, inclinata di 14,750431° rispetto all'eclittica.
Il nome ricorda il Myotragus, genere ormai estinto della sottofamiglia Caprinae, originario proprio delle isole Baleari. 